# Danilo Ulep

Bischofswappen von Danilo Ulep

Danilo Bangayan Ulep (* 24. Juni 1962 in Tuguegarao, Provinz Cagayan) ist ein philippinischer Geistlicher und römisch-katholischer Prälat von Batanes.

## Leben
Danilo Ulep studierte Philosophie und Katholische Theologie an der Päpstlichen und Königlichen Universität des heiligen Thomas von Aquin in Manila. Dort erlangte er zunächst Bachelor-Abschlüsse in den Fächern Philosophie, Katholische Theologie und Kanonisches Recht und erwarb schließlich 1983 mit der Arbeit The Problem of political power in the philosophy of Niccolo Machiavelli („Das Problem der politischen Macht in der Philosophie von Niccolò Machiavelli“) ein Lizenziat im Fach Philosophie. Am 10. April 1987 empfing er in der Kathedrale Saints Peter and Paul in Tuguegarao durch den Erzbischof von Tuguegarao, Diosdado Aenlle Talamayan, das Sakrament der Priesterweihe für das Erzbistum Tuguegarao.
Ulep war nach der Priesterweihe zunächst als Pfarrvikar und ab 1992 als Pfarradministrator der Pfarrei San Vincenzo Ferrer in Solana tätig. Von 1993 bis 1999 war er Pfarrer der Pfarrei Holy Guardian Angels in Tuao, bevor er Rektor des Kleinen Seminars San Jacinto in Alimanao und Direktor der Diözesankommission für die Berufungspastoral und die Seminare wurde. Von 2005 bis 2011 wirkte er als Pfarrer der Pfarrei St. Joseph the Worker in San Jose und als Bischofsvikar für die Region Alcala. Zusätzlich war er von 2005 bis 2006 als Kaplan am Saint Joseph College in San Jose tätig. Ab 2011 war Ulep Pfarrer der Pfarrei Santo Niño und Rektor des gleichnamigen Heiligtums in San Gabriel, einem Barangay von Tuguegarao. Zudem war er für das Bibelapostolat im Erzbistum Tuguegarao zuständig und leitete die Priestervereinigung des Erzbistums. Außerdem fungierte er als Notar am Kirchengericht des Erzbistums Tuguegarao.
Am 20. Mai 2017 ernannte ihn Papst Franziskus zum Prälaten von Batanes. Der Erzbischof von Tuguegarao, Sergio Lasam Utleg, spendete ihm am 29. Juli desselben Jahres in der Kathedrale Saints Peter and Paul in Tuguegarao die Bischofsweihe; Mitkonsekratoren waren der Erzbischof von Nueva Segovia, Mario Mendoza Peralta, und der emeritierte Prälat von Batanes, Camilo Diaz Gregorio. Sein Wahlspruch Fiat voluntas tua („Dein Wille geschehe“) stammt aus dem Vaterunser (Mt 6,10 ). Die Amtseinführung erfolgte am 8. August 2017.
In der Philippinischen Bischofskonferenz gehört Ulep zudem seit 2017 der Kommission für die Kulturgüter der Kirche an. 2021 wurde er stellvertretender Vorsitzender der Kommission und 2023 schließlich deren Vorsitzender. Darüber hinaus fungierte er von 2021 bis 2023 als stellvertretender Vorsitzender der Kommission für die Missionsarbeit und von 2017 bis 2019 als Vizedirektor des Bioethik-Büros, dem er anschließend noch von 2019 bis 2021 angehörte.

## Schriften
- The Problem of political power in the philosophy of Niccolo Machiavelli. Päpstliche und Königliche Universität des heiligen Thomas von Aquin, Manila 1983, OCLC 989189597.